# Recreation Ground
Het Recreation Ground is een voetbalstadion in Aldershot, Engeland, dat plaats biedt aan 7.100 toeschouwers. De bespeler van het stadion is Aldershot Town FC, dat speelt in de National League. Om marketingredenen staat het stadion bekend als het EBB Stadium at the Recreation Ground.